# Сеговия (провинция)
Вижте пояснителната страница за други значения на Сеговия.
Сеговия е провинция в централна / северна Испания, в южната част на автономна общност на Кастилия и Леон. Тя граничи с провинциите Бургос, Сория, Гуадалахара, Мадрид, Авиля, и Валядолид.
Провинцията е с население от 149 286, от които около 35% живеят в столицата, Сеговия. От 209 общини в провинцията, повече от половината са села с под 200 души.